# Llista de municipis de Moçambic

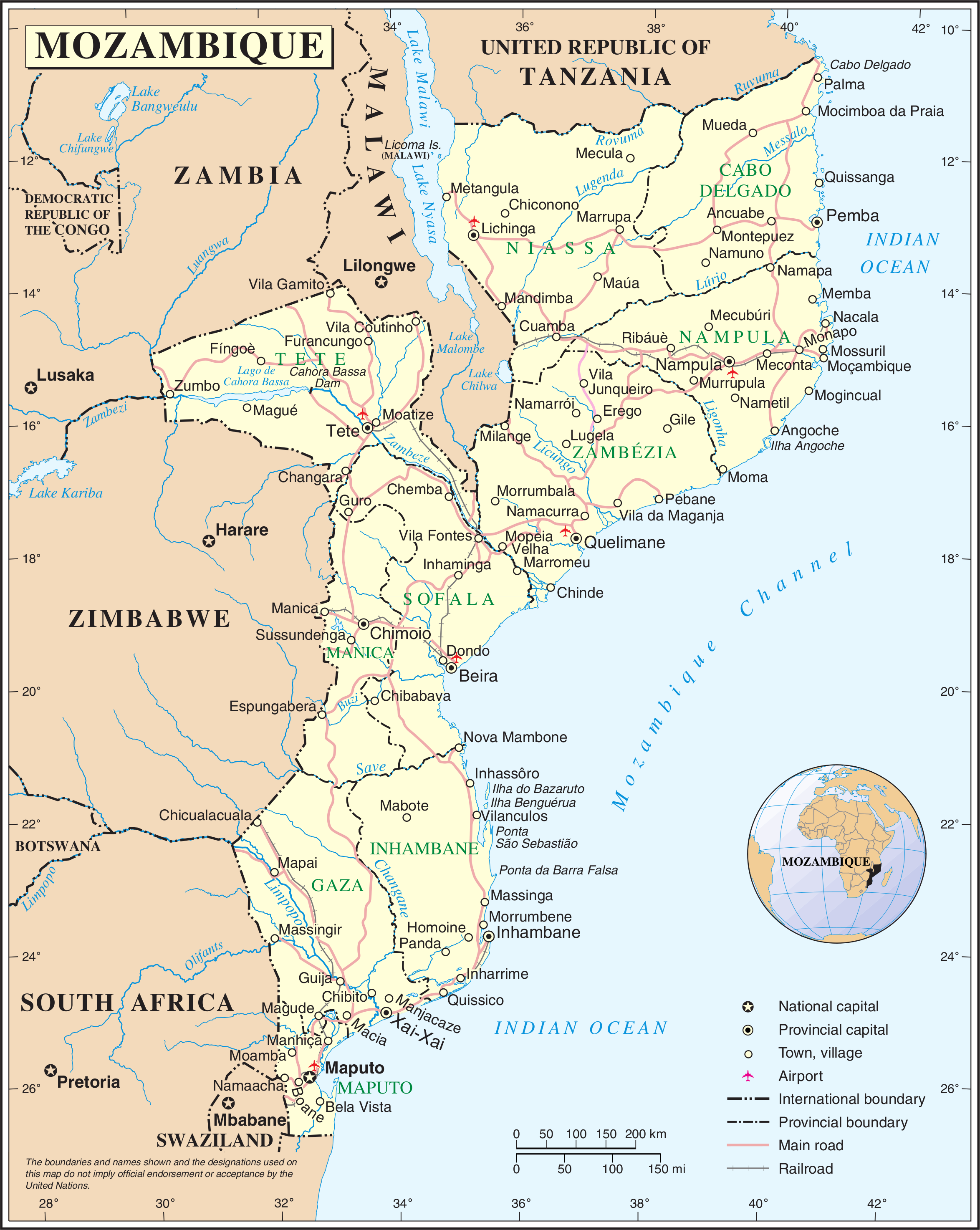
Mapa de Moçambic

Aquesta és la llista de municipis de Moçambic agrupats per província. En total hi ha al país 53 municípios amb autonomia local, establerta des de 1998. Són una subdivisió de Moçambic, comparable als concelhos portuguesos, i a les unitats administratives locals (LAU-1) de la Unió Europea.
A les eleccions locals de Moçambic de 2013 el Frelimo va obtenir la majoria a 50 municipis, mentre que el Moviment Democràtic de Moçambic (MDM) va guanyar a Beira, Quelimane i Nampula. La RENAMO va boicotejar les eleccions i va perdre els 100 càrrecs locals que posseïa fins aleshores.

## Província deCabo Delgado
- Chiúre
- Mocímboa da Praia
- Montepuez
- Mueda
- Pemba

## Província de Gaza
- Chibuto
- Chókwè
- Macia
- Manjacaze
- Praia do Bilene
- Xai-Xai

## Província d'Inhambane
- Inhambane
- Massinga
- Maxixe
- Quissico
- Vilankulo

## Província deManica
- Catandica
- Chimoio
- Gondola
- Manica
- Sussundenga

## Província de Maputo
- Boane
- Manhiça
- Matola
- Namaacha

## Província de Nampula
- Angoche
- Ilha de Moçambique
- Malema
- Monapo
- Nacala Porto
- Nampula
- Ribáuè

## Província de Niassa
- Cuamba
- Lichinga
- Mandimba
- Marrupa
- Metangula

## Província de Sofala
- Beira
- Dondo
- Gorongosa
- Marromeu
- Nhamatanda

## Província de Tete
- Moatize
- Nhamayábué
- Tete
- Ulongué

## Província deZambézia
- Alto Molócuè
- Gurúè
- Maganja da Costa
- Milange
- Mocuba
- Quelimane